# Playtboy
Playtboy – ilustrowany magazyn dla mężczyzn ukazujący się w Polsce na początku lat 90. XX wieku. Numer pierwszy ukazał się we wrześniu 1990 roku. Logo oraz tytuł może sugerować, iż była to nielicencjonowana quasi-wersja amerykańskiego „Playboya” w edycji polskiej. Może o tym świadczyć fakt, iż w momencie ukazania się na rynku prasy polskiej (w pełni licencjonowanej) edycji „Playboya”, „Playtboy” zniknął z rynku. Każdy numer zawierał średnio 55 stron. Uczestniczkami rozbieranych sesji były najczęściej polskie aktorki – m.in. Katarzyna Figura, Ewa Sałacka, Ewa Kuklińska, Laura Łącz, Ewa Skibińska. 
Pierwowzorem miesięcznika „Playtboy” był dodatek o tej samej nazwie do tygodnika „Szpilki”. Miało to miejsce w latach 1988–1990. Treść „Playtboya” stanowiły w głównej mierze zdjęcia, recenzje, rysunki satyryczne, wywiady, anegdoty oraz artykuły o tematyce, związanej ze światem szeroko pojętej erotyki (pisywano m.in. o romansach aktorów, skandalach na tle obyczajowym, śledzono losy gwiazd filmów erotycznych, etc.)
Najważniejsze polskie aktorki/celebrytki, uczestniczące w sesjach fotograficznych magazynu:
1. Katarzyna Figura - numer 2 (2) październik 1990
2. Ewa Kuklińska - numer 4 (4) grudzień 1990
3. Ewa Sałacka - numer 1 (1) wrzesień 1990
4. Laura Łącz - numer 3 (3) listopad 1990
5. Ewa Serwa - numer 1 (5) styczeń 1991
6. Ewa Skibińska - numer 7-8 (11-12) lipiec-sierpień 1991
7. Hanna Dunowska - numer 3 (7) marzec 1991
8. Katarzyna Kozaczyk - numer 4 (8) kwiecień 1991
9. Katarzyna Śmiechowicz - numer 3 (3) listopad 1990
10. Maria Probosz - numer 5 (9) maj 1991
11. Matylda Bednarczyk - numer 3 (3) listopad 1990
12. Monika Świtaj - numer 2 (6) luty 1991

Autorami sporej części fotografii magazynu „Playtboy” byli Marek Czudowski i Harry Weinberg (fotografowali Ewę Kuklińską, Ewę Skibińską, Katarzynę Śmiechowicz, itd.) znani ze współtworzenia szaty graficznej/fotografii Anatomii – piątej płyty zespołu Lombard oraz ze współpracy z zespołem Bajm przy przygotowywaniu oprawy albumu Bajm. Inni autorzy zdjęć do magazynu: Andrzej Kondratiuk (Laura Łącz, Katarzyna Figura, Matylda Bednarczyk, etc.), Kuc & Przestrzelski, Sergiusz Sachno.